# Pisita
Pisita (łac. Diocesis Pisitanus) – stolica historycznej diecezji w Cesarstwie rzymskim w prowincji Afryka Prokonsularna, sufragania metropolii Kartagina. Współcześnie w Tunezji. Obecnie katolickie biskupstwo tytularne.

## Biskupi tytularni
| Lp. | Biskup                         | Funkcja                                    | Od                   | Do               |
| --- | ------------------------------ | ------------------------------------------ | -------------------- | ---------------- |
| 1   | Giovanni Luigi Marinoni        | wikariusz apostolski Asmary (Erytrea)      | 21 lipca 1936        | 12 sierpnia 1961 |
| 2   | Yves Ramousse                  | wikariusz apostolski Phnom Penh (Kambodża) | 12 listopada 1962    | 26 lutego 2021   |
| 3   | Guillaume Leschallier de Lisle | biskup pomocniczy Meaux (Francja)          | 15 października 2021 |                  |